# Villeneuve d'Ascq

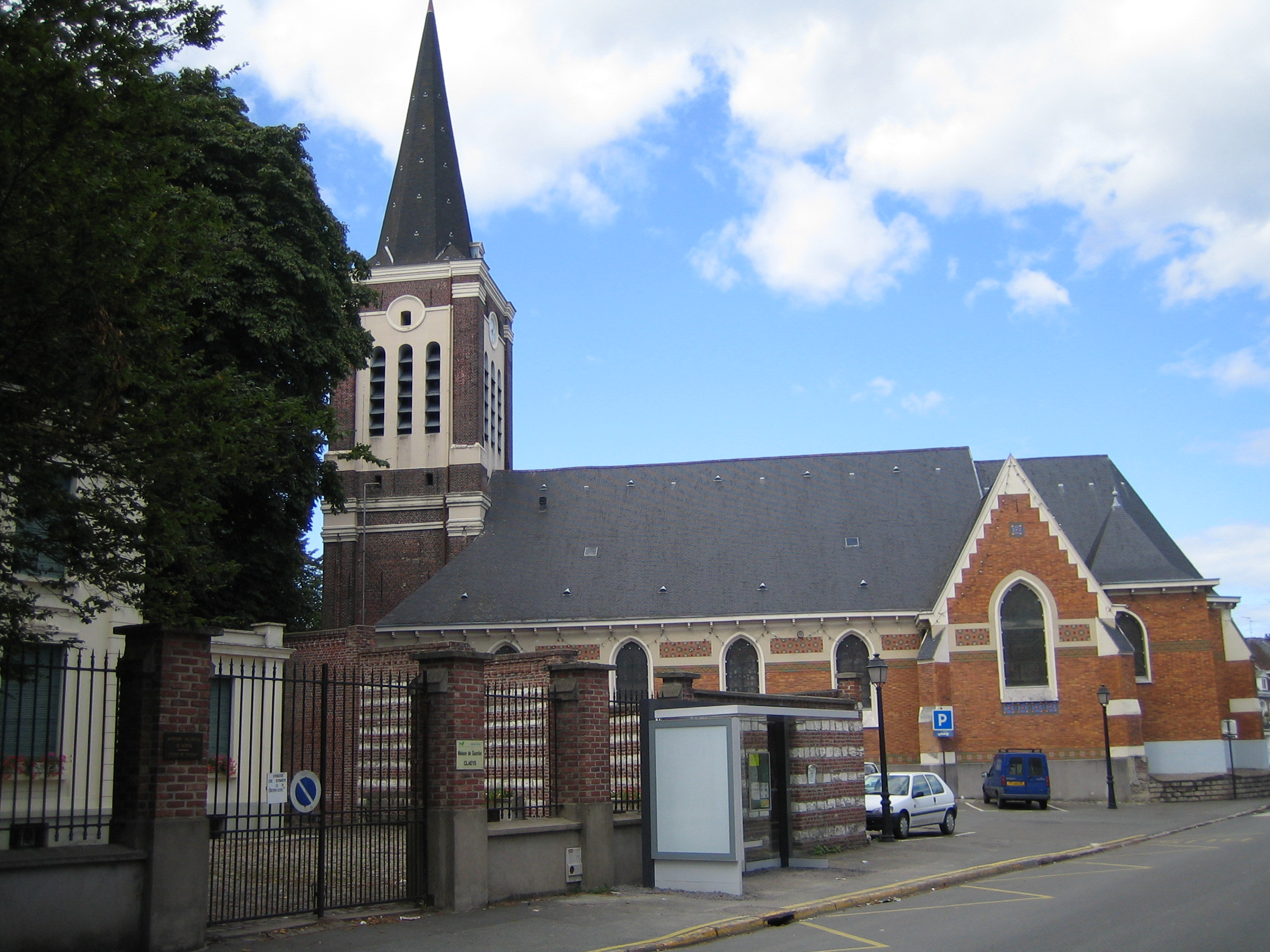
Biserica Saint Pierre

Villeneuve-d'Ascq este un oraș în Franța, în departamentul Nord, în regiunea Nord-Pas de Calais. Este unul dintre orașele limitrofe ale orașului Lille.